# Gruselkabinett (Hörspiel)
Gruselkabinett ist eine deutsche Hörspiel-Reihe für Jugendliche und Erwachsene des Verlages Titania Medien. Die genreübergreifenden Hörspiele sind vorwiegend Neuinterpretationen phantastischer Literatur und basieren auf Werken unbekannter als auch bekannter Autoren wie Bram Stoker, Robert Louis Stevenson, Edgar Allan Poe, Mary W. Shelley, H. P. Lovecraft, Robert E. Howard, Alexandre Dumas und Arthur Conan Doyle.
Seit 2007 werden unter Marc Gruppes Pseudonym Per McGraup auch Geschichten speziell für die Reihe verfasst. Als Hörspielsprecher kommen bekannte Synchronsprecher und Schauspieler wie Marie Bierstedt, Horst Naumann, Reinhilt Schneider und Jürgen Thormann zum Einsatz.

## Produktionsdetails
Die Folge 100 enthält eine zusätzliche DVD mit der Dokumentation Titania Medien – ein atmosphärisches Portrait, auf der unter anderem mit Interviews der Sprecher Joachim Tennstedt und Lutz Mackensy die Geschichte der Produktionsfirma und ihre Arbeitsweise erläutert werden.

## Folgen
| Folge    | Titel | Autor                                                                           | Datum | VÖ-Jahr LV |
| -------- | --- | ------------------------------------------------------------------------------- | ----- | ---------- |
| 1        | Carmilla, der Vampir Carmilla (1872) | Joseph Sheridan Le Fanu                                                         | 2004  | 1872       |
| 2        | Das Amulett der Mumie The Jewel of Seven Stars (1903) | Bram Stoker                                                                     | 2004  | 1903       |
| 3        | Die Familie des Vampirs Семья вурдалака. Из воспоминаний неизвестного (1884)                                                                                   | A. K. Tolstoi                                                                   | 2004  | 1884       |
| 4        | Das Phantom der Oper Le Fantôme de l’Opéra (1909–1910) | Gaston Leroux                                                                   | 2005  | 1909–1910  |
| 5        | Die Unschuldsengel The Turn of the Screw (1898) | Henry James                                                                     | 2005  | 1898       |
| 6        | Das verfluchte Haus The Haunted and the Haunters or The House and the Brain (1859)                                                                             | Edward Bulwer-Lytton                                                            | 2006  | 1859       |
| 7        | Die Totenbraut Die Todtenbraut (1811, veröffentlicht im Gespensterbuch)                                                                                        | Friedrich Laun                                                                  | 2006  | 1811       |
| 8/9      | Spuk in Hill House (2 Teile) The Haunting of Hill House (1959)                                                                                                 | Shirley Jackson                                                                 | 2006  | 1959       |
| 10       | Dr. Jekyll und Mr. Hyde Strange Case of Dr Jekyll and Mr Hyde (1886)                                                                                           | Robert Louis Stevenson                                                          | 2006  | 1886       |
| 11       | Der Untergang des Hauses Usher The Fall of the House of Usher (1839)                                                                                           | Edgar Allan Poe                                                                 | 2006  | 1839       |
| 12/13    | Frankenstein (2 Teile) Frankenstein; or, The Modern Prometheus (1818)                                                                                          | Mary W. Shelley                                                                 | 2006  | 1818       |
| 14       | Die Blutbaronin Laßt die Todten ruhen (1823) | Ernst Raupach                                                                   | 2006  | 1832       |
| 15       | Der Freischütz Der Freischütz (1810, veröffentlicht im Gespensterbuch)                                                                                         | Johann August Apel                                                              | 2006  | 1810       |
| 16       | Draculas Gast Dracula's Guest (1914, posthum veröffentlicht in Dracula's Guest and Other Weird Stories)                                                        | Bram Stoker                                                                     | 2007  | 1914       |
| 17/18/19 | Dracula (3 Teile) Dracula (1897) | Bram Stoker                                                                     | 2007  | 1897       |
| 20       | Der Werwolf Le Meneur de loups (1857) | Alexandre Dumas                                                                 | 2007  | 1857       |
| 21       | Der Hexenfluch | Per McGraup                                                                     | 2007  |            |
| 22       | Der fliegende Holländer (1834, veröffentlicht in Die Memoiren des Herren von Schnabelewopski)                                                                  | Heinrich Heine                                                                  | 2007  | 1834       |
| 23       | Die Bilder der Ahnen (1805, veröffentlicht in den Malven) | Johann August Apel                                                              | 2007  | 1857       |
| 24/25    | Der Fall Charles Dexter Ward (2 Teile) The Case of Charles Dexter Ward (1941, posthum veröffentlicht in den Weird Tales)                                       | H. P. Lovecraft                                                                 | 2008  | 1941       |
| 26       | Die liebende Tote La Morte amoureuse (1836, veröffentlicht in La Chronique de Paris)                                                                           | Théophile Gautier                                                               | 2008  | 1836       |
| 27       | Der Leichendieb The Body Snatcher (1884, veröffentlicht in der Pall Mall Gazette)                                                                              | Robert Louis Stevenson                                                          | 2008  | 1884       |
| 28/29    | Der Glöckner von Notre Dame (2 Teile) Notre-Dame de Paris (1831)                                                                                               | Victor Hugo                                                                     | 2008  | 1831       |
| 30       | Der Vampir The Vampyre (1819, veröffentlicht in The New Monthly Magazine)                                                                                      | John William Polidori                                                           | 2008  | 1819       |
| 31       | Die Gespenster-Rikscha The Phantom 'Rickshaw (1888, veröffentlicht in The Phantom 'Rickshaw and Other Tales)                                                   | Rudyard Kipling                                                                 | 2008  | 1888       |
| 32/33    | Jagd der Vampire (2 Teile) Those Who Hunt the Night (1988) | Barbara Hambly                                                                  | 2009  | 1988       |
| 34       | Die obere Koje The Upper Berth (1886, veröffentlicht in The Broken Shaft: Tales in Mid-Ocean)                                                                  | Francis Marion Crawford                                                         | 2009  | 1886       |
| 35       | Das Schloss des weißen Lindwurms The Lair of the White Worm (1911)                                                                                             | Bram Stoker                                                                     | 2009  | 1911       |
| 36/37    | Das Bildnis des Dorian Gray (2 Teile) The Picture of Dorian Gray (1890)                                                                                        | Oscar Wilde                                                                     | 2009  | 1890       |
| 38       | Die Spinne (1908) | Hanns Heinz Ewers                                                               | 2009  | 1908       |
| 39       | Der Tempel The Temple (1925, veröffentlicht in den Weird Tales)                                                                                                | H. P. Lovecraft                                                                 | 2009  | 1925       |
| 40/41    | Northanger Abbey (2 Teile) (1817) | Jane Austen                                                                     | 2010  | 1817       |
| 42       | Der Sandmann (1816, veröffentlicht in Nachtstücke) | E. T. A. Hoffmann                                                               | 2010  | 1816       |
| 43       | Das Haus des Richters The Judge's House (1891, veröffentlicht in Holly Leaves: The Christmas Number of The Illustrated Sporting and Dramatic News)             | Bram Stoker                                                                     | 2010  | 1891       |
| 44/45    | Berge des Wahnsinns (2 Teile) At the Mountains of Madness (1936, veröffentlicht in Astounding)                                                                 | H.P. Lovecraft                                                                  | 2010  | 1936       |
| 46       | Die Maske des roten Todes The Masque of the Red Death (1842, veröffentlicht in Graham’s Magazine)                                                              | Edgar Allan Poe                                                                 | 2010  | 1842       |
| 47       | Verhext Bewitched (1926, veröffentlicht in Here and Beyond) | Edith Wharton                                                                   | 2010  | 1926       |
| 48       | Die Squaw The Squaw (1893, veröffentlicht in Holly Leaves: The Christmas Number of The Illustrated Sporting and Dramatic News)                                 | Bram Stoker                                                                     | 2010  | 1893       |
| 49       | Der weiße Wolf The White Wolf of the Hartz Mountains (1839, veröffentlicht als Teil von Das Gespensterschiff)                                                  | Frederick Marryat                                                               | 2010  | 1839       |
| 50       | Das Gespenst von Canterville The Canterville Ghost (1887, veröffentlicht in The Court and Society Review)                                                      | Oscar Wilde                                                                     | 2011  | 1887       |
| 51       | Die Mumie Lot No. 249 (1892, veröffentlicht in Harper’s Magazine)                                                                                              | Arthur Conan Doyle                                                              | 2011  | 1892       |
| 52       | Tauben aus der Hölle Pigeons from Hell (1938, posthum veröffentlicht in Weird Tales)                                                                           | Robert E. Howard                                                                | 2011  | 1938       |
| 53       | Die Herrenlose The Derelict (1912) | William Hope Hodgson                                                            | 2011  | 1912       |
| 54/55    | Aylmer Vance – Abenteuer eines Geistersehers (2 Teile) Aylmer Vance: Ghost-Seer (1914)                                                                         | Alice & Claude Askew                                                            | 2011  | 1914       |
| 56/57    | Aylmer Vance – Neue Abenteuer eines Geistersehers (2 Teile) | Alice & Claude Askew                                                            | 2011  | 1914       |
| 58       | Pickmans Modell Pickman's Model (1927, veröffentlicht in den Weird Tales)                                                                                      | H. P. Lovecraft                                                                 | 2011  | 1927       |
| 59       | Das violette Automobil The Violet Car (1910, veröffentlicht in Fear)                                                                                           | Edith Nesbit                                                                    | 2011  | 1910       |
| 60       | Der Grabhügel The Horror from the Mound (1932, veröffentlicht in den Weird Tales)                                                                              | Robert E. Howard                                                                | 2012  | 1932       |
| 61       | Der Ring des Thot The Ring of Thoth (1890, veröffentlicht in The Cornhill Magazine)                                                                            | Arthur Conan Doyle                                                              | 2012  | 1890       |
| 62       | Rappaccinis Tochter Rappaccini's Daughter (1844, veröffentlicht in The United States Magazine and Democratic Review)                                           | Nathaniel Hawthorne                                                             | 2012  | 1844       |
| 63       | Besessen Wolfshead (1926, veröffentlicht in den Weird Tales)                                                                                                   | Robert E. Howard                                                                | 2012  | 1926       |
| 64       | Der schreiende Schädel The Screaming Skull (1908, veröffentlicht in Collier's The National Weekly)                                                             | Francis Marion Crawford                                                         | 2012  | 1908       |
| 65       | Gesellschafterin gesucht! Good Lady Ducayne (1896, veröffentlicht in The Strand Magazine)                                                                      | Mary Elizabeth Braddon                                                          | 2012  | 1896       |
| 66/67    | Der Schatten über Innsmouth (2 Teile) The Shadow over Innsmouth (1936)                                                                                         | H. P. Lovecraft                                                                 | 2012  | 1936       |
| 68       | Die Legende von Sleepy Hollow The Legend of Sleepy Hollow (1820, veröffentlicht in The Sketch Book of Geoffrey Crayon, Gent.)                                  | Washington Irving                                                               | 2012  | 1820       |
| 69       | Stimme in der Nacht The Voice in the Night (1907, veröffentlicht in Blue Book)                                                                                 | William Hope Hodgson                                                            | 2012  | 1907       |
| 70       | Schwarze Krallen Black Talons (Talons in the Dark) (1933, veröffentlicht in Strange Detective Stories)                                                         | Robert E. Howard                                                                | 2012  | 1933       |
| 71       | Der Eschenbaum The Ash-tree (1904, veröffentlicht in Ghost Stories of an Antiquary)                                                                            | M. R. James                                                                     | 2012  | 1904       |
| 72       | Markheim (1885, veröffentlicht in The Broken Shaft: Tales of Mid-Ocean)                                                                                        | Robert Louis Stevenson                                                          | 2013  | 1885       |
| 73       | Das Grauen im Blue-John-Stollen The Terror of Blue John Gap (1910, veröffentlicht in The Strand Magazine)                                                      | Arthur Conan Doyle                                                              | 2013  | 1910       |
| 74       | Die Macht der Dunkelheit Man-size in Marble (1893, veröffentlicht in Grim Tales)                                                                               | Edith Nesbit                                                                    | 2013  | 1893       |
| 75       | Weiß The White Maniac: A Doctor's Tale (1867, veröffentlicht in The Australian Journal)                                                                        | Mary Fortune                                                                    | 2013  | 1867       |
| 76       | Das Teufelsloch The Coming of Abel Behenna (1893, veröffentlicht in Lloyd's Weekly Newspaper)                                                                  | Bram Stoker                                                                     | 2013  | 1893       |
| 77       | Das Feuer von Asshurbanipal The Fire of Asshurbanipal (1936, veröffentlicht in den Weird Tales)                                                                | Robert E. Howard                                                                | 2013  | 1936       |
| 78       | Das Ding auf der Schwelle The Thing on the Doorstep (1937, veröffentlicht in den Weird Tales)                                                                  | H. P. Lovecraft                                                                 | 2013  | 1937       |
| 79       | Lodoiska Der Vampyr, oder: Die Todtenbraut (1828) | Theodor Hildebrand                                                              | 2013  | 1828       |
| 80/81    | Der Mönch (2 Teile) The Monk: A Romance (1796) | Matthew Gregory Lewis                                                           | 2013  | 1796       |
| 82       | Der Zombie Jumbee (1938, posthum veröffentlicht in den Weird Tales)                                                                                            | Henry S. Whitehead                                                              | 2013  | 1938       |
| 83       | Heimgesucht The Haunted Woman (1906, veröffentlicht in The Royal Magazine)                                                                                     | Allen Upward                                                                    | 2013  | 1906       |
| 84/85    | Die Katze und der Kanarienvogel (2 Teile) The Cat and the Canary (1922, Broadway-Uraufführung)                                                                 | John Willard                                                                    | 2014  | 1922       |
| 86       | Die Kreatur The Hoofed Thing / Usurp the Night (1970, posthum veröffentlicht im Weirdbook Three)                                                               | Robert E. Howard                                                                | 2014  | 1970       |
| 87       | Alraune Alraune. Die Geschichte eines lebenden Wesens (1911)                                                                                                   | Hanns Heinz Ewers                                                               | 2014  | 1911       |
| 88       | Die Affenpfote The Monkey's Paw (1902, veröffentlicht in Harper's Monthly Magazine)                                                                            | William Wymark Jacobs                                                           | 2014  | 1902       |
| 89       | Heimgekehrt | Per McGraup                                                                     | 2014  | 2014       |
| 90       | Die Farbe aus dem All The Colour Out of Space (1927, veröffentlicht in den Amazing Stories)                                                                    | H. P. Lovecraft                                                                 | 2014  | 1927       |
| 91       | Mary Rose (1920, Erstaufführung im Haymarket Theatre, London)                                                                                                  | James Matthew Barrie                                                            | 2014  | 1920       |
| 92       | Zimmer 13 Number 13 (1904, veröffentlicht in Ghost Stories of an Antiquary)                                                                                    | M. R. James                                                                     | 2014  | 1904       |
| 93       | Das Haus der sieben Giebel The House of the Seven Gables (1851)                                                                                                | Nathaniel Hawthorne                                                             | 2014  | 1851       |
| 94       | Tobias Guarnerius (1832, veröffentlicht in Contes bruns) | Charles Rabou                                                                   | 2014  | 1832       |
| 95       | Die Falle The Trap (1932, veröffentlicht in den Strange Tales)                                                                                                 | Henry S. Whitehead                                                              | 2014  | 1932       |
| 96/97    | Madame Mandilips Puppen (2 Teile) Burn, Witch, Burn ! (1932)                                                                                                   | Abraham Merritt                                                                 | 2015  | 1932       |
| 98       | Der Schimmelreiter (1888, veröffentlicht in der Deutschen Rundschau)                                                                                           | Theodor Storm                                                                   | 2015  | 1888       |
| 99       | Die Toten sind unersättlich Die Todten sind unersättlich (1875, veröffentlicht in den Galizischen Geschichten)                                                 | Leopold von Sacher-Masoch                                                       | 2015  | 1875       |
| 100      | Träume im Hexenhaus The Dreams in the Witch House (1933, veröffentlicht in den Weird Tales)                                                                    | H. P. Lovecraft                                                                 | 2015  | 1933       |
| 101      | Verlorene Herzen Lost Hearts (1895, veröffentlicht im Pall Mall Magazine)                                                                                      | M. R. James                                                                     | 2015  | 1895       |
| 102      | Mrs. Amworth (1922, veröffentlicht in Hutchinson's Magazine)                                                                                                   | E. F. Benson                                                                    | 2015  | 1922       |
| 103      | Das ägyptische Parfüm The Perfume of Egypt (1911, veröffentlicht in The Perfume of Egypt and Other Weird Stories)                                              | Charles Webster Leadbeater                                                      | 2015  | 1911       |
| 104      | Allerseelen All Souls’ (1937, veröffentlicht in Ghosts) | Edith Wharton                                                                   | 2015  | 1937       |
| 105      | Mitternachtsweg (2014) | Benjamin Lebert                                                                 | 2015  | 2014       |
| 106      | Das Traktat Middoth The Tractate Middoth (1911, veröffentlicht in More Ghost Stories)                                                                          | M. R. James                                                                     | 2015  | 1911       |
| 107      | Der weiße Wolf von Kostopchin The White Wolf of Kostopchin (1889, veröffentlicht in Wild and Weird: Tales of Imagination and Mystery)                          | Gilbert Campbell                                                                | 2015  | 1889       |
| 108      | Der Kapitän der Polestar The Captain of the Pole-Star (1883, veröffentlicht im Temple Bar Magazine)                                                            | Arthur Conan Doyle                                                              | 2016  | 1883       |
| 109      | Heimweh | Per McGraup                                                                     | 2016  | 2016       |
| 110      | Der Drachenspiegel Through the Dragon Glass (1917, veröffentlicht in All-Story Weekly)                                                                         | Abraham Merritt                                                                 | 2016  | 1917       |
| 111      | Die Grube und das Pendel The Pit and the Pendulum (1843, veröffentlicht in The Gift: A Christmas and New Year's Present for 1843)                              | Edgar Allan Poe                                                                 | 2016  | 1843       |
| 112      | Der Ebenholzrahmen The Ebony Frame (1891, veröffentlicht in Longman's Magazine)                                                                                | Edith Nesbit                                                                    | 2016  | 1891       |
| 113      | War es eine Illusion? Was It an Illusion ? A Parson's Story (1881, veröffentlicht im Arrowsmith Magazine)                                                      | Amelia B. Edwards                                                               | 2016  | 1881       |
| 114/115  | Der Ruf des Cthulhu (2 Teile) The Call of Cthulhu (1928, veröffentlicht in den Weird Tales)                                                                    | H. P. Lovecraft                                                                 | 2016  | 1928       |
| 116      | Der Schwarze Stein The Black Stone (1931, veröffentlicht in den Weird Tales)                                                                                   | Robert E. Howard                                                                | 2016  | 1931       |
| 117      | Ewige Jugend (1886) | Leopold von Sacher-Masoch                                                       | 2016  | 1886       |
| 118/119  | 20.000 Meilen unter dem Meer (2 Teile) Vingt Mille Lieues sous les mers (1869–1870, veröffentlicht in Magasin d'éducation et de récréation)                    | Jules Verne                                                                     | 2016  | 1869–1870  |
| 120/121  | Der Unsichtbare (2 Teile) The Invisible Man (1897) | H. G. Wells                                                                     | 2017  | 1897       |
| 122      | Die Insel des Dr. Moreau The Island of Doctor Moreau (1896) | H. G. Wells                                                                     | 2017  | 1896       |
| 123      | Die Zeitmaschine The Time Machine (1895) | H. G. Wells                                                                     | 2017  | 1895       |
| 124/125  | Der Krieg der Welten (2 Teile) War of the Worlds (1898) | H. G. Wells                                                                     | 2017  | 1898       |
| 126      | Kalte Luft Cool Air (1928, veröffentlicht in den Tales of Magic and Mystery)                                                                                   | H. P. Lovecraft                                                                 | 2017  | 1928       |
| 127      | Die Fakten im Fall Valdemar The Facts in the Case of M. Valdemar (1845, veröffentlicht in Broadway Journal und American Review: A Whig Journal)                | Edgar Allan Poe                                                                 | 2017  | 1845       |
| 128      | Der Streckenwärter The Signal-Man (1866, veröffentlicht als Teil der Kurzgeschichtensammlung Mugby Junction im Magazin All the Year Round)                     | Charles Dickens                                                                 | 2017  | 1866       |
| 129      | Manor (1914) | Karl Heinrich Ulrichs                                                           | 2017  | 1914       |
| 130      | Der Wiedergänger The Come Back (1921) | Carolyn Wells                                                                   | 2017  | 1921       |
| 131      | Die Köpfe von Apex The Heads of Apex (1931, veröffentlicht in Astounding Stories of Super-Science)                                                             | Francis Flagg                                                                   | 2017  | 1931       |
| 132/133  | Sweeney Todd – Der teuflische Barbier aus der Fleet Street (2 Teile) Sweeney Todd (1970/79, Theater- bzw. Broadway-Uraufführung); The String of Pearls 1846/47 | Christopher Bond & Stephen Sondheim, Thomas Peckett Prest & James Malcolm Rymer | 2018  | 1846–1847  |
| 134      | Das älteste Ding der Welt (1923) | Willy Seidel                                                                    | 2018  | 1923       |
| 135      | Brickett Bottom (1922, veröffentlicht in der Kurzgeschichtensammlung In Ghostly Company)                                                                       | Amyas Northcote                                                                 | 2018  | 1922       |
| 136      | Das Königreich der Ameisen Empire of the Ants (1905, veröffentlicht in The Strand Magazine)                                                                    | H. G. Wells                                                                     | 2018  | 1905       |
| 137      | Aus finsterer Tiefe Out of the Deep (1967, posthum veröffentlicht im Magazine of Horror)                                                                       | Robert E. Howard                                                                | 2018  | 1967       |
| 138      | Die Ratten in den Wänden The Rats in the Walls (1924, veröffentlicht in den Weird Tales)                                                                       | H. P. Lovecraft                                                                 | 2018  | 1924       |
| 139      | Der Rabe The Raven (1845, veröffentlicht im Evening Mirror (New York))                                                                                         | Marc Gruppe, basierend auf dem Gedicht Der Rabe von Edgar Allan Poe             | 2018  | 1845       |
| 140      | Runenzauber Casting the Runes (1911, veröffentlicht in More Ghost Stories)                                                                                     | M. R. James                                                                     | 2018  | 1911       |
| 141      | Der Judas-Kuss A Kiss of Judas (1893, veröffentlicht im Pall Mall Magazine)                                                                                    | Julian Osgood Field                                                             | 2018  | 1893       |
| 142      | Das Zeichen der Bestie The Mark of the Beast (1890, veröffentlicht im Pioneer)                                                                                 | Rudyard Kipling                                                                 | 2018  | 1890       |
| 143      | Der Wolverden-Turm Wolverden Tower (1896, veröffentlicht in The Illustrated London News)                                                                       | Grant Allen                                                                     | 2018  | 1896       |
| 144      | Der gewaltige Gott Pan The Great God Pan (1894, veröffentlicht in John Lane's Keynotes Series)                                                                 | Arthur Machen                                                                   | 2019  | 1894       |
| 145      | Das unheimliche Puppenhaus The Haunted Dolls’ House (1923, veröffentlicht im Empire Review)                                                                    | M. R. James                                                                     | 2019  | 1923       |
| 146      | Der rote Raum The Red Room (1894, veröffentlicht in The Idler)                                                                                                 | H. G. Wells                                                                     | 2019  | 1894       |
| 147      | Die Höllenfahrt des Schörgen-Toni | Per McGraup                                                                     | 2019  | 2019       |
| 148      | Im Labyrinth der großen Pyramide Lost in a Pyramid; or, The Mummy's Curse (1869)                                                                               | Louisa May Alcott                                                               | 2019  | 1869       |
| 149      | Flaxman Low – Der Fall Teufelsmoor The Story of the Moor Road (1898, veröffentlicht im Pearson's Magazine)                                                     | Hesketh Hesketh-Prichard (als E. & H. Heron)                                    | 2019  | 1898       |
| 150      | Herbert West, der Wieder-Erwecker Herbert West–Reanimator (1922, veröffentlicht in Home Brew)                                                                  | H. P. Lovecraft                                                                 | 2019  | 1922       |
| 151      | Die Topharbraut (1907, veröffentlicht in Das Grauen. Seltsame Geschichten)                                                                                     | Hanns Heinz Ewers                                                               | 2019  | 1907       |
| 152      | Das Ding The Thing From -- "Outside" (1926, veröffentlicht in den Amazing Stories)                                                                             | George Allan England                                                            | 2019  | 1926       |
| 153      | Bulemanns Haus (1864) | Theodor Storm                                                                   | 2019  | 1864       |
| 154      | Tropischer Schrecken A Tropical Horror (1905, veröffentlicht im Grand Magazine)                                                                                | William Hope Hodgson                                                            | 2019  | 1905       |
| 155      | Flaxman Low – der Geist von Baelbrow The Story of Baelbrow (1898, veröffentlicht im Pearson's Magazine)                                                        | Hesketh Hesketh-Prichard (als E. & H. Heron)                                    | 2019  | 1898       |
| 156      | Krabat (1971) | Otfried Preußler                                                                | 2020  | 1971       |
| 157      | Das Auge des Panthers The Eyes of the Panther (1897, veröffentlicht im San Francisco Examiner)                                                                 | Ambrose Bierce                                                                  | 2020  | 1897       |
| 158      | Das innerste Licht The Inmost Light (1894, veröffentlicht in John Lane's Keynotes Series)                                                                      | Arthur Machen                                                                   | 2020  | 1894       |
| 159      | Das kalte Herz (1827, veröffentlicht im Märchen-Almanach auf das Jahr 1828 als Teil der Erzählung Das Wirtshaus im Spessart)                                   | Wilhelm Hauff                                                                   | 2020  | 1827       |
| 160      | Denn das Blut ist das Leben For the Blood Is the Life (1905, veröffentlicht in Collier’s)                                                                      | Francis Marion Crawford                                                         | 2020  | 1905       |
| 161      | Heimflug | Per McGraup                                                                     | 2020  | 2020       |
| 162      | Das gemiedene Haus The Shunned House (1937, veröffentlicht in den Weird Tales)                                                                                 | H. P. Lovecraft                                                                 | 2020  | 1937       |
| 163      | Der letzte Wille der Stanislawa d’Asp (1908, veröffentlicht in der Kurzgeschichtensammlung Die Besessenen: Seltsame Geschichten)                               | Hanns Heinz Ewers                                                               | 2020  | 1908       |
| 164      | Die Toten vergeben nichts The Dead Remember (1936, veröffentlicht in Argosy)                                                                                   | Robert E. Howard                                                                | 2020  | 1936       |
| 165      | Das alte Kindermädchen erzählt The Old Nurse's Story (1852, veröffentlicht in Household Words, Christmas 1852)                                                 | Elizabeth Gaskell                                                               | 2020  | 1852       |
| 166      | Bisclavret (um 1170, veröffentlicht als Teil der zwölf Lais)                                                                                                   | Marie de France                                                                 | 2020  | 1170       |
| 167      | Flaxman Low – Der Fall Hammersmith The Story of the Spaniards, Hammersmith (1898, veröffentlicht im Pearson's Magazine)                                        | Hesketh Hesketh-Prichard (als E. & H. Heron)                                    | 2021  | 1898       |
| 168      | Das tote Brügge Bruges-la-Morte (1892, veröffentlicht im Le Figaro)                                                                                            | Georges Rodenbach                                                               | 2021  | 1892       |
| 169      | Ein Heim für Oscar | Per McGraup                                                                     | 2021  | 2021       |
| 170      | Eine wahre Vampir-Geschichte The True Story of a Vampire (1894, veröffentlicht in der Kurzgeschichtensammlung Studies of Death)                                | Eric Stenbock                                                                   | 2021  | 1894       |
| 171      | Das Gespensterschiff Die Geschichte von dem Gespensterschiff (1825, veröffentlicht im Märchen-Almanach auf das Jahr 1826)                                      | Wilhelm Hauff                                                                   | 2021  | 1825       |
| 172/173  | Spuk in Ballechin House (2 Teile) | Per McGraup                                                                     | 2026  |            |
| 174      | Der Bluthund The Hound (1924, veröffentlicht in den Weird Tales)                                                                                               | H. P. Lovecraft                                                                 | 2021  | 1924       |
| 175      | Der Student von Prag (1913, veröffentlicht als Drehbuch für den gleichnamigen Film)                                                                            | Hanns Heinz Ewers & Leonard Langheinrich-Anthos                                 | 2021  | 1913       |
| 176      | Das Lächeln des Toten The Dead Smile (1899, veröffentlicht in Ainslee's)                                                                                       | Francis Marion Crawford                                                         | 2021  | 1899       |
| 177      | Furia Infernalis (1854, veröffentlicht in Hexengeschichten) | Ludwig Bechstein                                                                | 2022  | 1854       |
| 178      | Das unheimliche Turmzimmer The Room in the Tower (1912, veröffentlicht in The Room in the Tower and Other Stories)                                             | E. F. Benson                                                                    | 2022  | 1912       |
| 179      | Flaxman Low – Der Fall Medhans Lea The Story of Medhans Lea (1898, veröffentlicht im Pearson's Magazine)                                                       | Hesketh Hesketh-Prichard (als E. & H. Heron)                                    | 2022  | 1898       |
| 180      | Das unbewohnte Haus The Empty House (1906, veröffentlicht in The Empty House and Other Ghost Stories)                                                          | Algernon Blackwood                                                              | 2022  | 1906       |
| 181      | Das gefährlichste Spiel der Welt The Most Dangerous Game (1924, veröffentlicht in Collier’s)                                                                   | Richard Connell                                                                 | 2022  | 1924       |
| 182      | Sarahs Grabmal The Tomb of Sarah (1900, veröffentlicht im Pall Mall Magazine)                                                                                  | F. G. Loring                                                                    | 2023  | 1900       |
| 183      | Die andere Seite The Other Side (1883, veröffentlicht in Spirit Lamp)                                                                                          | Eric Stenbock                                                                   | 2023  | 1883       |
| 184      | Das Haar der Sklavin Das Haar der Sklavin (1851, veröffentlicht in Traumfahrt in das Land des Aufgangs. Morgenländische Märchen)                               | Bertha Werder                                                                   | 2023  | 1851       |
| 185      | Die Musik des Erich Zann The Music of Erich Zann (1922, veröffentlicht in National Amateur)                                                                    | H. P. Lovecraft                                                                 | 2023  | 1922       |
| 186      | Der Ghoul Der Ghul (1819, veröffentlicht in Die Serapionsbrüder)                                                                                               | E. T. A. Hoffmann                                                               | 2023  | 1819       |
| 187      | Die Weiden The Willows (1907, veröffentlicht in The Listener and Other Stories)                                                                                | Algernon Blackwood                                                              | 2023  | 1907       |
| 188      | Der Hexenmeister Der Hexenmeister (1885, veröffentlicht als Teil der Wintermärchen)                                                                            | Heinrich Seidel                                                                 | 2024  | 1885       |
| 189      | Heimlich | Per McGraup                                                                     | 2024  | 2024       |
| 190      | Schauermärchen 1 (1812, veröffentlicht als Teil der Kinder- und Hausmärchen)                                                                                   | Brüder Grimm                                                                    | 2024  | 1812       |
| 191      | Schauermärchen 2 | Ludwig Bechstein & Brüder Grimm                                                 | 2024  | 1812       |
| 192      | Gefangen bei den Pharaonen Imprisoned with the Pharaohs (1924, veröffentlicht in den Weird Tales)                                                              | Harry Houdini & H. P. Lovecraft                                                 | 2024  | 1924       |
| 193      | Flaxman Low – Der Fall Yand Manor House The Story of Yand Manor House (1898, veröffentlicht im Pearson's Magazine)                                             | Hesketh Hesketh-Prichard (als E. & H. Heron)                                    | 2024  | 1898       |

## Cover
Nachdem für die Gestaltung der Folgen 1 bis 9 zunächst auf Fotos zurückgegriffen wurde, gewann man in Folge den Illustrator Firuz Aşkın. Dieser gestaltete die Cover der Serie seit 2005, wobei auch für die ersten neun Folgen neue Illustrationen entstanden. Die Original-Illustrationen wurden von Aşkın in Öl-, Aquarell- und Acryl-Farben ausgeführt. Er gestaltete insgesamt 70 Cover für das Gruselkabinett, bevor er im Oktober 2011 starb.
Die Gestaltung der Titelbilder wurde daraufhin an Ertugrul Edirne übergeben, der erstmals für das Herbst-Programm 2012 vier Illustrationen für das Gruselkabinett fertigte. Die betreffenden Folgen sind Der Schatten über Innsmouth 1, Der Schatten über Innsmouth 2, Stimme in der Nacht und Schwarze Krallen.

## Auszeichnungen
- In den Jahren 2004–2010 wurde die Serie mit dem Hörspiel-Award in verschiedenen Kategorien ausgezeichnet.
- Nyctalus 2005: Sonderpreis der Dracula-Society für Gruselkabinett 3 Die Familie des Vampirs als beste vampirische Veröffentlichung des Jahres.
- In den Jahren 2007 und 2008 erhielt die Serie den Ohrkanus-Hörbuch- und Hörspielpreis in verschiedenen Kategorien.
- Vincent Preis 2009: zweiter Platz „Bestes Horror-Hörbuch aus dem deutschsprachigen Raum“ für Gruselkabinett 39 Der Tempel.
- Deutscher Phantastik Preis 2010: Bestes Hörbuch/Hörspiel für Gruselkabinett 36/37 Das Bildnis des Dorian Gray.[5]
- Vincent Preis 2010: „Bestes Hörspiel/Hörbuch“ für Gruselkabinett 44 und 45.[6]
- Vincent Preis 2013: „Bestes Hörspiel/Hörbuch“ für Gruselkabinett 78.[6]
- SPIEGEL-Bestseller Hörbuch Belletristik/Sachbuch Nr. 37/2020: Platz 5 für Gruselkabinett 162 Das gemiedene Haus.[7]